# 米哈伊尔·齐米亚宁
米哈伊尔·瓦西里耶维奇·齐米亚宁（俄语：Михаи́л Васи́льевич Зимя́нин，1914年11月21日—1995年5月1日）是白俄罗斯人，他是苏联共产党中央委员会书记处成员、苏联外交部远东司司长、《真理报》的主编。

## 荣誉
- 社会主义劳动英雄荣誉称号（1974年11月20日）[1]
- 列宁勋章（5枚）
- 红旗勋章（1944年）[2]
- 劳动红旗勋章（2枚）[1]
- 各民族人民友谊勋章（1980年）[1]
- 一级卫国战争勋章（1985年）[1]
- 胜利的二月勋章（捷克斯洛伐克，1985年3月19日）[3]